# Бёзвиль (кантон)
Бёзвиль (фр. Beuzeville) — кантон во Франции, находится в регионе Нормандия, департамент Эр. Входит в состав округа Берне.

## История
До 2015 года в состав кантона входили коммуны Бервиль-сюр-Мер, Бёзвиль, Бульвиль, Ванкрок, Контвиль, Ла-Ланд-Сен-Леже, Ле-Тор, Манвиль-ла-Рау, Мартенвиль, Сен-Маклу, Сен-Пьер-дю-Валь, Сен-Сюльпис-де-Гримбувиль, Фатувиль-Грестен, Фикфлёр-Экенвиль, Фор-Мовиль и Фульбек.
В результате реформы 2015 года состав кантона был изменен. В его состав включены упраздненные кантоны Кормей, Тибервиль и Сен-Жорж-дю-Вьевр.
С 1 января 2019 года коммуны Сен-Жан-де-ла-Лекере и Сен-Жорж-дю-Мениль образовали новую коммуну Ле-Мениль-Сен-Жан.

## Состав кантона с 1 января 2019 года
В состав кантона входят коммуны (население по данным Национального института статистики Архивная копия от 7 ноября 2021 на Wayback Machine за 2018 г.):
- Аньер (330 чел.)
- Байоль-ла-Вале (108 чел.)
- Базок (155 чел.)
- Барвиль (77 чел.)
- Бервиль-сюр-Мер (693 чел.)
- Бёзвиль (4 619 чел.)
- Буаси-Ламбревиль (357 чел.)
- Бульвиль (1 167 чел.)
- Бурненвиль-Фавроль (480 чел.)
- Ванкрок (159 чел.)
- Дрюкур (599 чел.)
- Дюранвиль (152 чел.)
- Живервиль (405 чел.)
- Контвиль (1 004 чел.)
- Кормей (1 164 чел.)
- Ла-Ланд-Сен-Леже (377 чел.)
- Ла-Ноэ-Пулен (275 чел.)
- Ла-Потри-Матьё (165 чел.)
- Ла-Шапель-Аранг (107 чел.)
- Ла-Шапель-Бевель (379 чел.)
- Ле-Буа-Эллен (220 чел.)
- Ле-Мениль-Сен-Жан (215 чел.)
- Ле-Планке (159 чел.)
- Ле-Плас (76 чел.)
- Ле-Тей-Нолан (246 чел.)
- Ле-Тор (446 чел.)
- Ле-Фавриль (168 чел.)
- Льёре (1 463 чел.)
- Манвиль-ла-Рау (505 чел.)
- Мартенвиль (499 чел.)
- Моренвиль-Жуво (371 чел.)
- Ноар (56 чел.)
- Пьянкур (160 чел.)
- Сен-Бенуа-де-Обмр (142 чел.)
- Сен-Венсан-дю-Буле (380 чел.)
- Сен-Грегуар-дю-Вьевр (312 чел.)
- Сен-Жермен-ла-Кампань (877 чел.)
- Сен-Жорж-дю-Вьевр (882 чел.)
- Сен-Кристоф-сюр-Конде (458 чел.)
- Сен-Маклу (637 чел.)
- Сен-Мар-де-Френ (333 чел.)
- Сен-Мартен-Сен-Фирмен (329 чел.)
- Сен-Пьер-дю-Валь (578 чел.)
- Сен-Пьер-де-Иф (277 чел.)
- Сен-Пьер-де-Кормей (602 чел.)
- Сен-Сильвестр-де-Кормей (245 чел.)
- Сен-Симеон (313 чел.)
- Сен-Сюльпис-де-Гримбувиль (160 чел.)
- Сент-Обен-де-Селлон (338 чел.)
- Сент-Этьен-д'Алье (546 чел.)
- Тибервиль (1 792 чел.)
- Фатувиль-Грестен (730 чел.)
- Фикфлёр-Экенвиль (737 чел.)
- Фольвиль (197 чел.)
- Фонтен-ла-Луве (331 чел.)
- Фор-Мовиль (510 чел.)
- Френ-Ковервиль (196 чел.)
- Фульбек (661 чел.)
- Эдревиль-ан-Льёвен (109 чел.)
- Эпень (1 598 чел.)
- Эпревиль-ан-Льёвен (197 чел.)

## Политика
На президентских выборах 2022 г. жители кантона отдали в 1-м туре Марин Ле Пен 35,9 % голосов против 26,0 % у Эмманюэля Макрона и 12,8 % у Жана-Люка Меланшона; во 2-м туре в кантоне победила Ле Пен, получившая 55,3 % голосов. (2017 год. 1 тур: Марин Ле Пен – 31,3 %, Франсуа Фийон – 21,8 %, Эмманюэль Макрон – 18,0 %, Жан-Люк Меланшон – 14,4 %; 2 тур: Ле Пен – 50,7 %. 2012 год. 1 тур: Николя Саркози — 31,3 %, Марин Ле Пен — 24,6 %, Франсуа Олланд — 20,9 %; 2 тур: Саркози — 57,5 %. 2007 год. 1 тур: Саркози — 29,6 %, Сеголен Руаяль — 16,5 %; 2 тур: Саркози — 62,3 %).
С 2021 года кантон в Совете департамента Эр представляют мэр коммуны Ле-Планке Мишлин Пари (Micheline Paris)  и член совета города Бёзвиль Тома Элексозер (Thomas Elexhauser) (оба – Разные правые).
|                | Кандидаты                         | Партия                        | Первый тур | Первый тур     | Второй тур | Второй тур |
| Кол-во голосов | Кандидаты                         | Партия                        | % голосов  | Кол-во голосов | % голосов  |            |
| -------------- | --------------------------------- | ----------------------------- | ---------- | -------------- | ---------- | ---------- |
|                | Мишлин Пари Тома Элексозер        | Разные правые                 | 3 266      | 43,00          | 5 030      | 68,12      |
|                | Стефани Леметр Жан-Люк Тома       | Национальное объединение      | 1 980      | 26,07          | 2 354      | 31,88      |
|                | Жильбер Ларшер Сильвьян Лебрассёр | Разные правые                 | 1 227      | 16,16          |            |            |
|                | Вероник Карель Даниэль Гиро       | Союз демократов и независимых | 1 122      | 14,77          |            |            |

|                | Кандидаты                    | Партия             | Первый тур | Первый тур     | Второй тур | Второй тур |
| Кол-во голосов | Кандидаты                    | Партия             | % голосов  | Кол-во голосов | % голосов  |            |
| -------------- | ---------------------------- | ------------------ | ---------- | -------------- | ---------- | ---------- |
|                | Мишлин Пари Жан-Пьер Фламбар | Левый блок         | 3 581      | 32,05          | 4 092      | 34,39      |
|                | Виржини Маё Тьерри Фосоло    | Национальный фронт | 3 776      | 33,80          | 3 919      | 32,93      |
|                | Анн-Софи Дегет Жан-Клод Кено | Правый блок        | 3 099      | 27,74          | 3 889      | 32,68      |
|                | Даниэль Гиро Режин Леже      | Разные правые      | 717        | 6,42           |            |            |